# NGC 3719
NGC 3719 (również PGC 35581 lub UGC 6521) – galaktyka spiralna (Sbc), znajdująca się w gwiazdozbiorze Lwa. Odkrył ją Heinrich Louis d’Arrest 15 marca 1866 roku.